# مرغ تنوری
مرغ تنوری یا مرغ تندوری نوعی غذای معروف هندی است که از مرغ، ماست و ادویه‌جات (مَصالحه) تهیه شده و در تنور (هندی: तन्दूर تندور) بریان می‌شود.

## آماده‌سازی

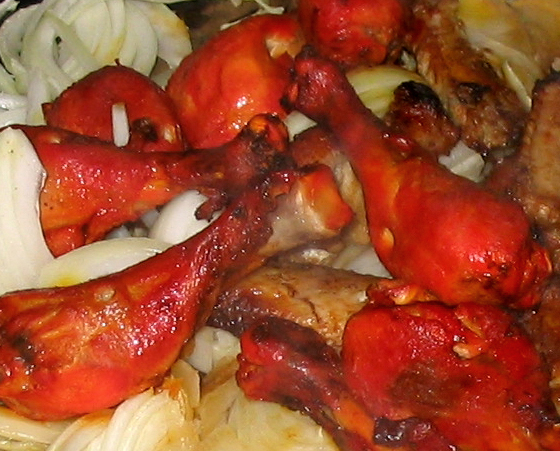
مرغ تنوری در هند

مرغ را در ماست خوابانده و به آن ادویهٔ تنوری می‌زنند. این ادویه نسبتاً تند است و در کشورهای غربی از تندی آن کاسته‌اند. برای آن که رنگ مرغ به قرمز آتشین درآید به آن فلفل هندی، پودر فلفل تند قرمز (چیلی) یا پودر فلفل تند قرمز کشمیری می‌زنند. اگر بخواهند که مرغ نارنجی رنگ گردد به آن مقادیر زیادی زردچوبه اضافه می‌کنند. همچنین در برخی انواع امروزی این خوراک از رنگ‌های خوراکی زرد و قرمز برای رنگ بخشیدن به آن استفاده می‌کنند.
مرغ تنوری را به‌طور سنتی در در دمای بسیار بالا بر روی آتش مستقیم و در داخل تنور ساخته‌شده از آجر و خاک رس می‌پزند اما می‌توان آن را بر روی کباب‌پز نیز بریان نمود.

## مناطق
مرغ تنوری علاوه بر هندوستان در دیگر کشورهای جنوب آسیا نیز طرفدار دارد و به‌عنوان پیش‌غذا قبل از غذای اصلی میل می‌شود.